# Albert Fuchs (Theologe)
Albert Fuchs (* 14. Oktober 1937 in Putzleinsdorf; † 3. Februar 2010) war ein römisch-katholischer Priester, Theologe und Neutestamentler.

## Leben
Nach der Matura am Bischöflichen Gymnasium Petrinum, dem Theologiestudium in Linz und der Priesterweihe 1962 im Mariä-Empfängnis-Dom hat er an der Universität Salzburg die Doktorate in Theologie 1966 und in Philosophie 1968 (sub auspiciis praesidentis rei publicae) erworben. Von 1962 bis 1964 war er Kooperator in Buchkirchen und Steyregg. Anschließend absolvierte er am Biblicum ein bibelwissenschaftliches Spezialstudium, das er in Innsbruck und Regensburg fortsetzte und dort mit der Habilitation 1977 abschloss. Er wurde 1972 zum Professor für Neues Testament an die KU Linz berufen. Von 1991 bis 2001 war er Mitglied der Päpstlichen Bibelkommission.

## Schriften
- Sprachliche Untersuchungen zu Matthäus und Lukas. Ein Beitrag zur Quellenkritik (= Analecta biblica. Band 49). Pontificio Istituto Biblico, Rom 1971.
- Das Petrusevangelium (= Studien zum Neuen Testament und seiner Umwelt. Serie B, Band 2; = Die griechischen Apokryphen zum Neuen Testament. Band 1). Linz 1978, OCLC 19095853.
- Konkordanz zum Protoevangelium des Jakobus (= Studien zum Neuen Testament und seiner Umwelt. Serie B, Band 3; = Die griechischen Apokryphen zum Neuen Testament. Band 2). Linz 1978, OCLC 6146862.
- mit Franz Weissengruber: Konkordanz zum Thomasevangelium. Version A und B (= Studien zum Neuen Testament und seiner Umwelt. Serie B, Band 4; = Die griechischen Apokryphen zum Neuen Testament. Band 3). Linz 1978.
- Die Entwicklung der Beelzebulkontroverse bei den Synoptikern. Traditionsgeschichtliche und redaktionsgeschichtliche Untersuchung von Mk 3,22–27 und Parallelen, verbunden mit der Rückfrage nach Jesus (= Studien zum Neuen Testament und seiner Umwelt. Serie B, Band 5). Linz 1980.
- Konkordanz zu Gespräch Jesu mit dem Teufel. Version A und B (= Studien zum Neuen Testament und seiner Umwelt. Serie B, Band 7; = Die griechischen Apokryphen zum Neuen Testament. Band 4). Linz 1983, OCLC 884662028.
- Spuren von Deuteromarkus (= Studien zum Neuen Testament und seiner Umwelt. Neue Folge, Band 1–4). 4 Bände, Lit, Münster 2004, ISBN 3-8258-7658-6 (Band 1), ISBN 3-8258-7659-4 (Band 2), ISBN 3-8258-7660-8 (Band 3), ISBN 3-8258-7661-6 (Band 4).
- Defizite der Zweiquellentheorie. Frankfurt am Main 2008, ISBN 978-3-631-57614-4.